# Portlandia (Statue)
Portlandia ist der Name einer im September 1985 über dem Eingang des 1982 eröffneten Portland Building in Portland, Oregon befindlichen Statue des amerikanischen Künstlers Raymond Kaskey (* 1943).

Das Siegel von Portland

Die Skulptur orientiert sich am Siegel der Stadt und zeigt eine auf dem Sockel kauernde im antiken Stil gekleidete Frau. In ihrer linken Hand hält sie einen Dreizack empor, während sie den rechten Arm nach unten vorne ausstreckt, als würde sie die Besucher willkommen heißen. Anbei befindet sich eine Tafel mit einem der Portlandia gewidmetes Gedicht des in Portland lebenden Dichters Ronald Talney. 
Mit 11 Metern Höhe ist sie nach der Freiheitsstatue die zweitgrößte aus Kupfer gefertigte Plastik in den USA.
Sie wiegt rund sechs Tonnen.
Würde die Frau stehen, wäre sie 15 Meter hoch. 
Sie blickt auf eine schmale, baumbestandene Straße mit einem eher geringem Verkehrsaufkommen. So kam schon mehrfach der Vorschlag auf, die Skulptur an einen besser einsehbaren Ort zu versetzen. Der Künstler lehnt dies jedoch ab. Er habe die Skulptur für genau diesen Platz geschaffen.
Kaskley betrachtet die Skulptur als sein geistiges Eigentum. Die Stadt hat somit kein Recht darauf, Schlüsselanhänger, T-Shirts etc. herzustellen und zu verkaufen, wie es bei der Freiheitsstatue der Fall ist. Das ist einer der Gründe für den geringen Bekanntheitsgrad des Kunstwerkes.
Koordinaten: 45° 30′ 56,7″ N, 122° 40′ 44,5″ W